# William Goldsmith
William Goldsmith (ur. 4 lipca 1972 w Seattle) – amerykański muzyk rockowy, perkusista, obecnie członek zespołu The Fire Theft. Zaczynał swoją karierę w Sunny Day Real Estate, gdzie odniósł największe sukcesy. Po zawieszeniu działalności grupy przeszedł wraz z Nate Mendelem do Foo Fighters. Opuścił jednak szybko ten zespół przez kłótnię z Dave'em Grohlem. Po definitywnym rozpadzie Sunny Day Real Estate wraz z Jeremym Enigkiem i Nate Mendelem założył zespół The Fire Theft. Za swą największą inspirację uważa Keitha Moona z The Who. Używa zestawów perkusyjnych marki: Ayotte, Pearl, Yamaha, Slingerland, DW, oraz talerzy firmy Zildjian.

## Dyskografia
- Diary (1994) – Sunny Day Real Estate
- Sunny Day Real Estate (1995) – Sunny Day Real Estate
- Return of the Frog Queen (1996) – Jeremy Enigk (zagrał na perkusji w utworze Abegail Anne)
- The Colour and the Shape (1997) – Foo Fighters (zagrał na perkusji w utworach Doll, Up in Arms i My Poor Brain – nie został wymieniony we wkładce albumu)
- Got No Shadow (1998) – Mary Lou Lord (zagrał na perkusji w utworze Subway)
- How It Feels to Be Something On (1998) – Sunny Day Real Estate
- Slickaphonics (1999) – Replikants
- Live (1999) – Sunny Day Real Estate
- The Rising Tide (2000) – Sunny Day Real Estate
- The Fire Theft (2003) – The Fire Theft